# Miguel Ángel Iglesias
Miguel Angel Iglesias Guerrero, né le 9 juin 1961 à Valls, est un coureur cycliste espagnol, professionnel de 1982 à 1992.

## Biographie
Professionnel de 1982 à 1992, Miguel Angel Iglesias a remporté quatre fois le maillot des étapes volantes du Tour d'Espagne, entre 1987 et 1991, et une fois le maillot orange des sprints spéciaux.
Depuis sa retraite sportive en 1992, il a ouvert un magasins de cycles dans sa ville natale. il continue de courir en amateur et dans les épreuves cyclosportives et d'ultra-endurance en VTT. 

## Palmarès
- 1982
  - Tour de Lleida
- 1983
  - 3e étape du Tour de La Rioja
  - 3e du Trofeo Masferrer
- 1984
  - 2e de la Clásica de Sabiñánigo
  - 3e du Trofeo Masferrer
- 1987
  - 1re étape de la Tour de La Rioja
- 1988
  - 4e étape du Tour de Catalogne
  - 3e du Trofeo Masferrer

## Résultats sur les grands tours

### Tour d'Espagne
- 1984 : 42e
- 1985 : 55e
- 1986 : 82e
- 1987 : 75e, vainqueur du classement des étapes volantes
- 1988 : 88e, vainqueur du classement des étapes volantes
- 1989 : 77e, vainqueur du classement des étapes volantes
- 1990 : 96e, vainqueur du classement des étapes volantes
- 1991 : 100e, vainqueur du classement des étapes volantes